# 豆腐干

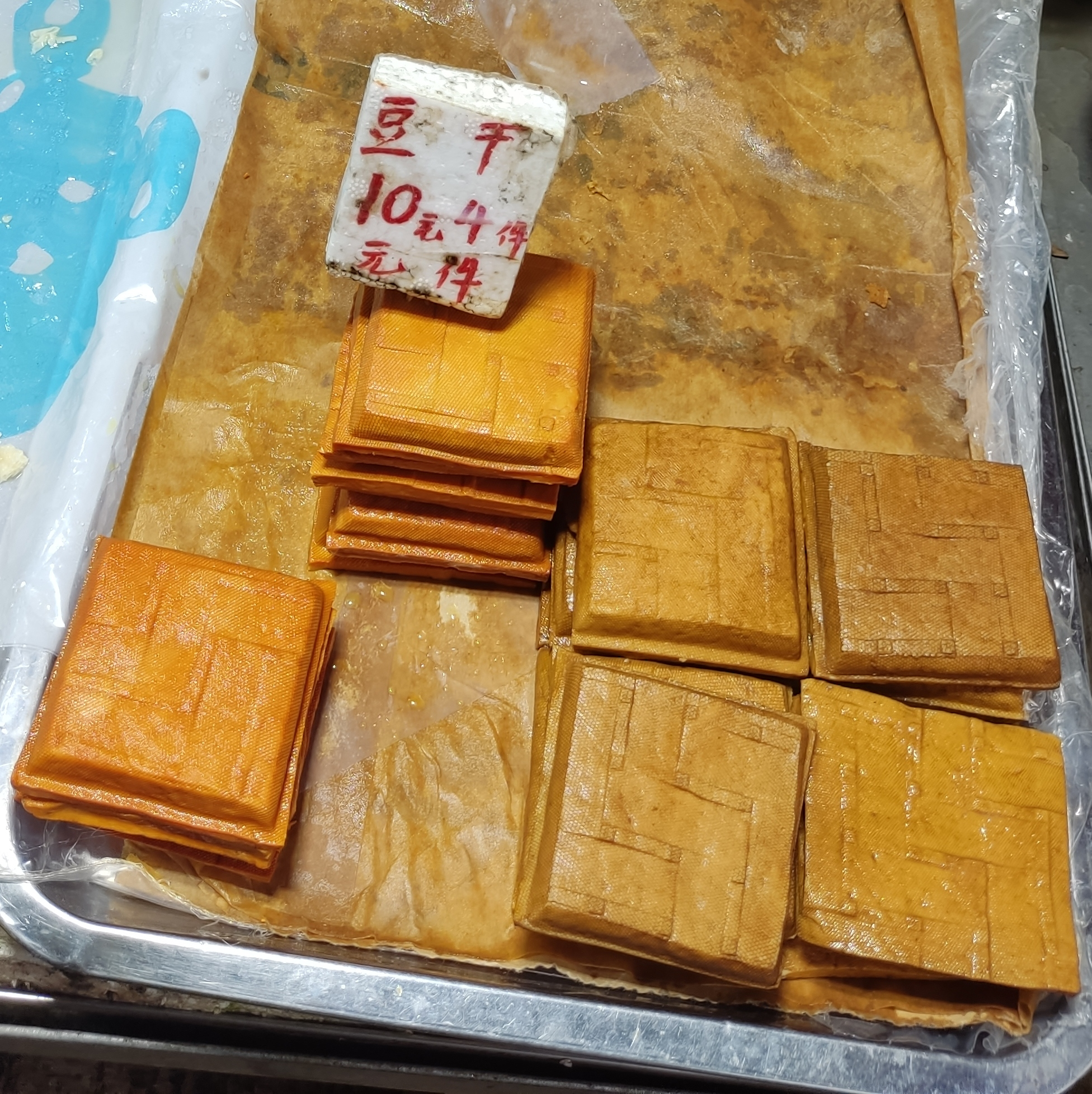

豆腐干（繁: 豆腐乾、とうふかん、豆干）は、中国及び台湾で広く使われている一般的な豆腐の1種で、非常に硬く作られた豆腐である。作り方は堅めに作った豆腐を圧縮し、脱水する事により行われる。日本の岩豆腐と同じかそれ以上に硬い豆腐で、形状は角切りの餅のような形状である。
揚げ物、炒め物、煮物その他に使われ、中国では最もポピュラーな豆腐の1つである。中華街では、すでに千切りになったものが売られている。使用する場合は、料理する前に、ボールに入れて何度か熱湯にさらして使った方がいい。高菜（中国料理で使うのは雪菜）と枝豆と一緒に炒めたり、冷菜にしたりするのがポピュラー。また、素食（中国式ベジタリアン）では肉の代わりとして使われる事もある。